# Outra Vez (álbum de Diante do Trono)
Outra Vez é o décimo nono álbum ao vivo da banda brasileira Diante do Trono, gravado no dia 19 de abril de 2019 na Igreja Batista da Lagoinha, em Belo Horizonte durante o XX Congresso Diante do Trono.
O álbum é composto por 13 faixas, sendo 9 autorais e 4 versões internacionais, todas assinadas pela vocalista Ana Paula Valadão, além de 4 faixas espontâneas, sendo 3 lançadas na edição deluxe do álbum e 1 exclusiva do canal de YouTube do Diante do Trono. O lançamento do álbum foi dividido em três partes, sendo o primeiro volume lançado no dia 17 de setembro de 2019 e o segundo volume no dia 26 de novembro de 2019, pela gravadora Onimusic. Todas as canções foram relançadas no dia 24 de março de 2020 na versão deluxe, seguindo a tracklist apresentada no dia da gravação e contendo 3 faixas espontâneas como bônus.
Este foi o primeiro álbum do grupo a ser lançado com estratégia diferente, buscando melhor alcance e performance no atual mercado fonográfico. No dia 16 de Novembro de 2020 o CD físico do ''Outra Vez (Deluxe)'' foi lançado em uma loja online exclusiva do Diante do Trono, em uma edição especial de disco duplo com uma luva envolvendo a embalagem de acrílico do CD com acabamento especial em "hotstamping" de cor prateada. O CD foi lançado por R$ 39,99 com uma tiragem limitada, feito especialmente para colecionadores e fãs do ministério.
Notadamente pop rock com influências do canto congregacional, o álbum teve produção musical do ex-integrante e tecladista Gustavo Soares e participações especiais de Isaías Saad, Gabriela Rocha, Nívea Soares e do coral Black to Black. O álbum acompanha um projeto visual publicado no canal do YouTube do Diante do Trono, com direção e captação de Alex Passos. O projeto gráfico do álbum ficou por conta da Agência Salt e fotos pela Equipe Lagoinha de Comunicação e Yuri Cézar.

## Antecedentes

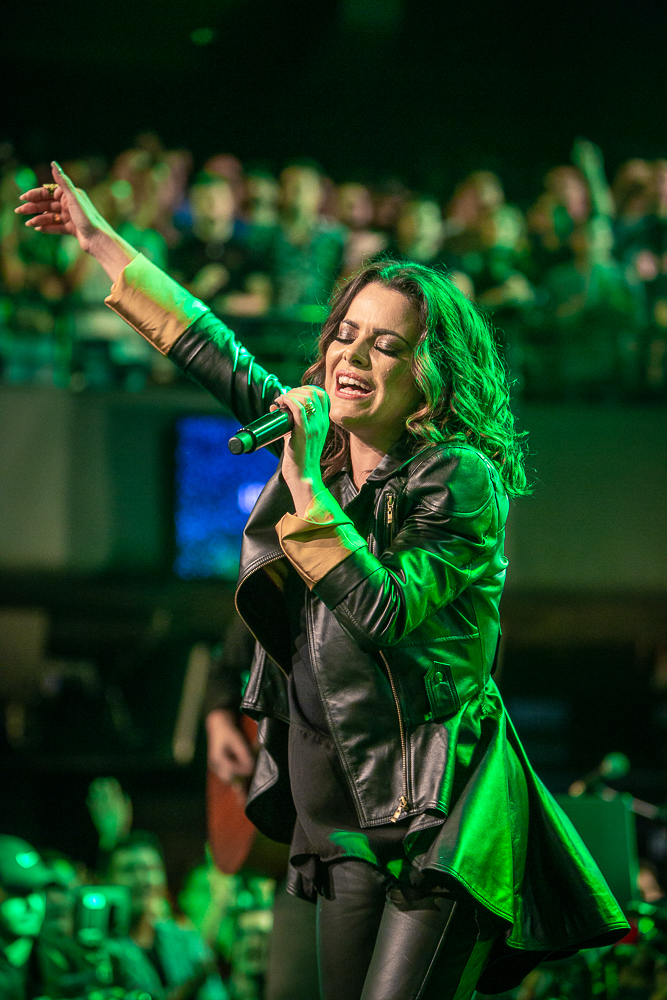
Ana Paula Valadão, vocalista do Diante do Trono, durante a gravação do álbum Outra Vez.

Em novembro de 2017, o Diante do Trono lançou o décimo oitavo álbum da série Diante do Trono, Deserto de Revelação, gravado na Jordânia, sendo o segundo álbum seguido que era gravado fora do Brasil. Deserto de Revelação foi o primeiro álbum da série Diante do Trono que dentro da parceria entre a banda e a gravadora Onimusic.
No início de 2018, o Diante do Trono iniciava as comemorações de 20 anos da banda gospel, tendo ações nas redes sociais da banda e da vocalista Ana Paula Valadão, além de vídeos publicados no canal oficial do grupo no YouTube  relembrando as gravações ao vivo do Diante do Trono e tendo o seu ápice durante o Congresso Diante do Trono 2018, que foi temático sobre os 20 anos. No mesmo congresso, Ana Paula Valadão declarou que sentia como se estivessem encerrando um ciclo e iniciando outro na história do Ministério de Louvor.[carece de fontes?]
Ainda em 2018, Ana Paula e seu esposo Gustavo Bessa fundaram uma nova igreja de denominação evangélica, Before the Throne Church, no sul da Flórida/Estados Unidos, sob a liderança da Igreja Batista da Lagoinha de Belo Horizonte, lá compuseram um novo ministério de louvor local, sob supervisão de Ana Paula Valadão, o BWorship, cuja parte dos integrantes, posteriormente e eventualmente também acompanharam o Diante do Trono em eventos ou gravações.[carece de fontes?]
No final de 2018, durante uma transmissão ao vivo em suas redes sociais, Ana Paula Valadão anunciou que a gravação do "DT19" (décimo nono álbum da série Diante do Trono) seria gravado ao vivo durante o Congresso Diante do Trono 2019 na Igreja Batista da Lagoinha, marcando a volta das gravações ao vivo no Brasil desde 2013 (Tu Reinas), 10 anos após a última gravação em Belo Horizonte (Tua Visão) e 20 anos após a última gravação na Igreja Batista da Lagoinha (Exaltado).

## Produção

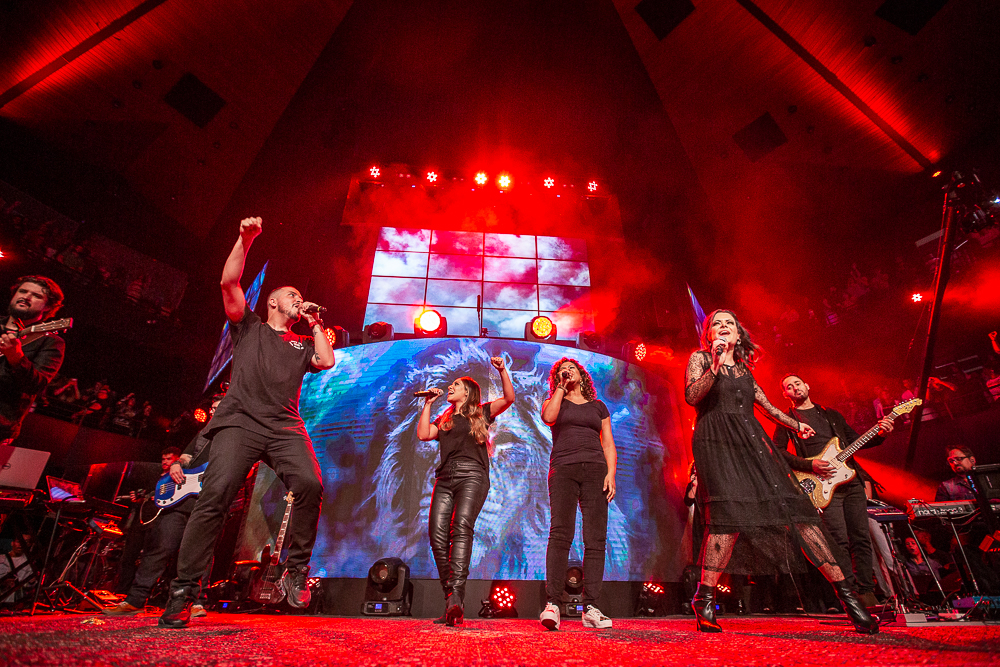
Isaías Saad, Gabriela Rocha, Nívea Soares e Ana Paula Valadão, durante a gravação do álbum "Outra Vez".

Desde dezembro de 2018, quando foi confirmada a produção do novo álbum, Ana Paula Bessapromoveu algumas live streamings em suas redes sociais compartilhando com seu público sobre o processo criativo, ensaios e expectativas para a gravação de abril de 2019. Buscando uma maior interatividade com a audiência, Ana Paula questionava a opinião do público se inseria ou não versões de músicas gospel norte-americanas ou focava apenas em suas versões autorais. Posteriormente, Valadão confirmou que seriam incluídas algumas versões, tendo versões prévias de algumas canções como Outra Vez (Do It Again) e Água Viva (Living Water) sendo performadas em eventos ainda em 2018.[carece de fontes?]
Ana Paula Bessa compartilhou também em suas redes sociais que por um breve período hospedou-se na casa de uma amiga pessoal no Kansas/Estados Unidos para focar em sua seleção de músicas para o novo álbum, assim como seu processo de composição e versões. Posteriormente, ela confirmou que a versão da canção Levanto um Aleluia (Raise a Hallelujah) foi realizada durante este período.
Tendo as composições e versões realizadas por Ana Paula Valadão, a produção musical ficou a cargo de Gustavo Soares, ex integrante do Ministério de Louvor Diante do Trono, entre os anos de 2000 e 2005, quando foi tecladista e arranjador da banda, e tendo feito algumas participações especiais em projetos posteriores. A maior parte dos músicos foi escolhida também por Gustavo, sendo eles parte da banda base que acompanha Nívea Soares em sua carreira solo.
A gravação principal do álbum foi registrada ao vivo no dia 19 de abril de 2019, na Igreja Batista da Lagoinha, em Belo Horizonte, durante o Congresso DT 2019. O público de mais de 4 mil pessoas presente na igreja durante a gravação foi composto pelos próprios congressistas que se inscreveram para o evento anual promovido pelo Diante do Trono em Belo Horizonte, durante o feriado da Semana Santa. O álbum contou com as participações especiais dos cantores Isaías Saad, Gabriela Rocha e Nívea Soares, e do coral Black to Black.
O processo de captação e pós produção também ficaram a cargo de Gustavo Soares e sua equipe.

## Lançamento e recepção
| Críticas profissionais | Críticas profissionais |
| Avaliações da crítica  | Avaliações da crítica  |
| Fonte                  | Avaliação              |
| ---------------------- | ---------------------- |
| Super Gospel           | [ 17 ]                 |

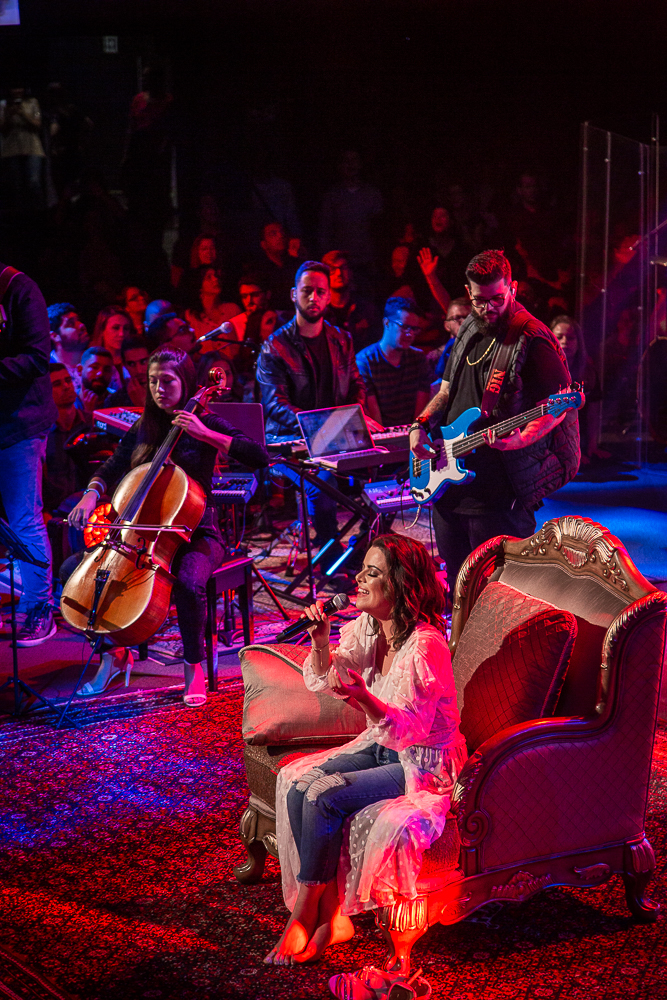
Diante do Trono durante a gravação do álbum Outra Vez.

Antecedendo o lançamento do álbum Outra Vez, o Diante do Trono lançou nas plataformas digitais dois singles promocionais, acompanhando seu vídeo ao vivo no YouTube, sendo o primeiro "Levanto um Aleluia", contendo a participação especial de Isaías Saad. A canção também acompanhou um vídeo extra no YouTube com o registro de um momento espontâneo gravado após a canção. Este single foi lançado no dia 2 de julho de 2019. O segundo single a ser lançado no dia 20 de agosto de 2019 foi a canção "A Sua Voz" que, além do registro da canção, também acompanhou um vídeo extra no YouTube, sendo este sendo uma entrevista com a menina que performou uma dança durante a gravação na Igreja Batista da Lagoinha.
Semanas após o lançamento do segundo single, Ana Paula Valadão anunciou que o álbum seria lançado em duas partes distintas, sendo o Volume 1 lançado no dia 17 de setembro de 2019. Segundo a vocalista, a divisão do álbum em duas partes teria como objetivo proporcionar para o público uma melhor experiência de consumo das novas músicas da banda, fazendo com que "o público possa aproveitar ao máximo cada canção [...] deste projeto". Esta iniciativa foi inédita na história de lançamentos de álbuns do Diante do Trono.
Antecedendo o lançamento do Volume 2, o Diante do Trono lançou os singles  "Defensor" e "Santo Espírito" nos dias 29 de outubro e 12 de novembro de 2019, respectivamente. O lançamento do Volume 2 do álbum ocorreu no dia 27 de novembro de 2019, com 6 faixas.
No dia 24 de março de 2020 o álbum foi relançado na versão deluxe, contendo todas as canções dos volumes 1 e 2, além de 4 novas faixas espontâneas (sendo 1 disponibilizada apenas na versão vídeo para o YouTube). A tracklist do álbum seguiu a ordem da apresentação do dia da gravação.
O álbum Outra Vez recebeu avaliações favoráveis da mídia especializada. Em crítica publicada no portal Super Gospel, afirmou-se que "o décimo nono trabalho do Diante do Trono é um olhar para o presente, mas bem resolvido com o passado", creditando a produção musical de Gustavo Soares como o grande ponto positivo. Foi eleito, mais tarde, o 7º melhor álbum de 2019 pelo Super Gospel.

## Faixas
Créditos adaptados do Tidal e do Spotify.

Capa oficial do EP "Outra Vez (Vol. 1)", o 1º volume do projeto "Outra Vez", que posteriormente foi lançado como o 19º álbum de Diante do Trono.

| Outra Vez – Volume 1 |                                                             |                                                                                              |                |         |  |
| N.º                  | Título                                                      | Compositor(es)                                                                               | Produtor(es)   | Duração |  |
| 1.                   | "Outra Vez (Do It Again)"                                   | Chris Brown, Mack Brock, Matt Redman, Steven Furtick/ Versão: Ana Paula Valadão              | Gustavo Soares | 6:59    |  |
| 2.                   | "Levanto Um Aleluia (Raise a Hallelujah)" (com Isaías Saad) | Jake Stevens, Jonathan David Helser, Melissa Helser, Molly Skaggs/ Versão: Ana Paula Valadão | Gustavo Soares | 6:08    |  |
| 3.                   | "Água Viva (Living Water)"                                  | Simeon Neese, Zach Neese/ Versão: Ana Paula Valadão                                          | Gustavo Soares | 6:06    |  |
| 4.                   | "A Sua Voz"                                                 | Ana Paula Valadão                                                                            | Gustavo Soares | 6:14    |  |
| 5.                   | "Não Quis Ficar"                                            | Ana Paula Valadão                                                                            | Gustavo Soares | 6:14    |  |
| 6.                   | "Comigo"                                                    | Ana Paula Valadão                                                                            | Gustavo Soares | 4:51    |  |
| 7.                   | "Eu Já Sei o Fim da História"                               | Ana Paula Valadão                                                                            | Gustavo Soares | 5:04    |  |
| Duração total:       | Duração total:                                              | Duração total:                                                                               | Duração total: | 41:36   |  |

| Outra Vez – Volume 2 |                                       |                                                                                  |                |         |  |
| N.º                  | Título                                | Compositor(es)                                                                   | Produtor(es)   | Duração |  |
| 1.                   | "Vou Gritar"                          | Ana Paula Valadão                                                                | Gustavo Soares | 4:48    |  |
| 2.                   | "Defensor (Defender)"                 | John-Paul Gentile, Rita Springer, Steffany Gretzinger/ Versão: Ana Paula Valadão | Gustavo Soares | 6:43    |  |
| 3.                   | "Santo Espírito" (com Gabriela Rocha) | Ana Paula Valadão                                                                | Gustavo Soares | 6:20    |  |
| 4.                   | "Casa"                                | Ana Paula Valadão                                                                | Gustavo Soares | 6:33    |  |
| 5.                   | "Como Um de Nós" (com Nívea Soares)   | Ana Paula Valadão, Nívea Soares                                                  | Gustavo Soares | 4:43    |  |
| 6.                   | "Por Mim" (com Coral Black to Black)  | Ana Paula Valadão                                                                | Gustavo Soares | 6:01    |  |
| Duração total:       | Duração total:                        | Duração total:                                                                   | Duração total: | 35:07   |  |

| Outra Vez – Deluxe |                                                             |                                                                                              |                |         |  |
| N.º                | Título                                                      | Compositor(es)                                                                               | Produtor(es)   | Duração |  |
| 1.                 | "Outra Vez (Do It Again)"                                   | Chris Brown, Mack Brock, Matt Redman, Steven Furtick/ Versão: Ana Paula Valadão              | Gustavo Soares | 6:59    |  |
| 2.                 | "Levanto Um Aleluia (Raise a Hallelujah)" (com Isaías Saad) | Jake Stevens, Jonathan David Helser, Melissa Helser, Molly Skaggs/ Versão: Ana Paula Valadão | Gustavo Soares | 6:08    |  |
| 3.                 | "Espontâneo Levanto Um Aleluia" (com Isaías Saad)           | Ana Paula Valadão, Isaías Saad                                                               | Gustavo Soares | 5:57    |  |
| 4.                 | "Vou Gritar"                                                | Ana Paula Valadão                                                                            | Gustavo Soares | 4:48    |  |
| 5.                 | "Defensor (Defender)"                                       | John-Paul Gentile, Rita Springer, Steffany Gretzinger/ Versão: Ana Paula Valadão             | Gustavo Soares | 6:42    |  |
| 6.                 | "A Sua Voz"                                                 | Ana Paula Valadão                                                                            | Gustavo Soares | 6:14    |  |
| 7.                 | "Casa"                                                      | Ana Paula Valadão                                                                            | Gustavo Soares | 6:33    |  |
| 8.                 | "Comigo"                                                    | Ana Paula Valadão                                                                            | Gustavo Soares | 4:50    |  |
| 9.                 | "Santo Espírito" (com Gabriela Rocha)                       | Ana Paula Valadão                                                                            | Gustavo Soares | 6:20    |  |
| 10.                | "Espontâneo Aba Pai" (com Gabriela Rocha)                   | Ana Paula Valadão, Gabriela Rocha                                                            | Gustavo Soares | 5:01    |  |
| 11.                | "Água Viva (Living Water)"                                  | Simeon Neese, Zach Neese/ Versão: Ana Paula Valadão                                          | Gustavo Soares | 6:06    |  |
| 12.                | "Espontâneo Águas/A Ele a Glória"                           | Ana Paula Valadão                                                                            | Gustavo Soares | 9:09    |  |
| 13.                | "Como Um de Nós" (com Nívea Soares)                         | Ana Paula Valadão, Nívea Soares                                                              | Gustavo Soares | 4:42    |  |
| 14.                | "Não Quis Ficar"                                            | Ana Paula Valadão                                                                            | Gustavo Soares | 6:14    |  |
| 15.                | "Por Mim" (com Coral Black to Black)                        | Ana Paula Valadão                                                                            | Gustavo Soares | 6:01    |  |
| 16.                | "Eu Já Sei o Fim da História"                               | Ana Paula Valadão                                                                            | Gustavo Soares | 5:03    |  |
| Duração total:     | Duração total:                                              | Duração total:                                                                               | Duração total: | 1:36:00 |  |

Faixa bônus no YouTube: "Espontâneo Eu Já Sei o Fim da História"